# Книга костюмів
Костюмерна книга — це збірка зображень або малюнків одягу, який носили люди різного рангу та місця. Як образотворчий жанр вона з'явилася в XVI столітті в Європі. Більш ранні костюмерні книги включають малюнки з усього світу. Іноді вони супроводжуються текстом з описом костюма та звичаїв. Прикладом книги костюмів Чезаре Вечелліо є «Давні та сучасні звичаї різних народів світу» (Degli habit antichi et moderni di diverse parti del mondo), видана у Венеції Дамаро Дзеном у 1590 році, а згодом перероблена та опублікована братами Сесса у 1598 році під назвою «Давні та сучасні звичаї всього світу» (Habiti antichi et moderni di tutto il mondo).
Костюмовані книги важко визначити, оскільки вони можуть містити розмальовані вручну та надруковані ілюстрації, що нагадують описи подорожей або енциклопедичні збірники. Ранні костюмовані книги розглядаються як етнографічні дослідження для розуміння іноземних культур, особливо до того, як була винайдена фотографія.
Важливим прикладом книги про костюми початку 19 століття є «Подорож до Афін та Константинополя» французького художника Луї Дюпре (Париж: Dondey-Dupré, 1825). У книзі зображені переважно мешканці Османської Греції. Вона підкреслює сучасність і культурне розмаїття з сильним філологічним ухилом. Однак вона відходить від стереотипів, поширених в інших дослідженнях костюма, щоб окреслити античність сучасної грецької сцени.
Дві провідні мистецтвознавиці, які працюють над книгами про костюм, — це Енн Розалінд Джонс та Ульріке Ільг. Ільг обговорює спосіб, у який книги про костюми переносили питання моралі на одяг, відзначаючи, як різні альбоми мали справу з поняттями скромності та розкоші, особливо в контексті існуючих законів про сумптуар та інших правил, що стосувалися одягу.